# CORIA (laboratoire)
Pour les articles homonymes, voir Coria.
Le CORIA (COmplexe de Recherche Interprofessionnel en Aérothermochimie) est une Unité Mixte de Recherche (UMR) rattachée à l’Institut des sciences de l'ingénierie et des systèmes (INSIS) du Centre national de la recherche scientifique (CNRS), à l’Université de Rouen-Normandie et à l'INSA de Rouen Normandie.

## Historique
Le CORIA est fondé en 1975 par Pierre Valentin.